# Sindbis virus
Sindbis virus (SINV) è una specie di virus a RNA a singolo filamento positivo, specie tipo del genere Alphavirus, famiglia Togaviridae. Viene trasmesso dalle zanzare a numerosi vertebrati. Negli uomini è l'agente eziologico della febbre di Sindbis, caratterizzata, oltre che da febbre, da eruzione cutanea e dolori articolari.

## Tassonomia
In base al genoma, Sindbis virus viene incluso in uno speciale gruppo di virus, all'interno del genere Alphavirus, detto "Gruppo WEEV" (acronimo di Western Equine Encephalitis Virus) che comprende i virus Fort Morgan-virus (Buggy Creek virus), Highlands J virus, Western equine encephalitis virus e Whataroa virus. In altri termini, pur essendo dal punto di vista epidemiologico e patogenetico un Alphavirus del Vecchio mondo (diffuso in Europa e in Australia, responsabile di patologie caratterizzate da febbre, disturbi delle articolazioni ed eruzioni cutanee) per quanto riguarda la genetica è simile agli Alphavirus del Nuovo mondo, responsabili di encefaliti.
La specie Sindbis virus è divisa in sei sottotipi aventi un proprio nome per motivi legati alla diffusione delle epidemie:
- Specie:  Sindbis virus
  - Sottipo: Babanki virus[3]
  - Sottipo: Kyzylagach virus[4] (in Azerbaigian)
  - Sottipo: Sindbis-like virus
  - Sottipo: Sindbis-like virus YN87448[5]
  - Sottipo: Karelian fever virus[6] (in Carelia)
  - Sottipo: Ockelbo virus[7] (in Svezia)

## Caratteristiche del virus

### Morfologia
Il Sindbis virus è la specie tipo del genere Alphavirus. Si tratta di un virus a RNA a singolo filamento positivo, di piccole dimensioni (70 nm di diametro), costituiti da un nucleocapside a simmetria icosaedrica (numero di triangolazione T = 4) ricoperto da una membrana lipoproteica virale originata dalla cellula ospite. Sulla superficie del pericapside appaiono prolungamenti lunghi circa 10 nm costituiti dalle glicoproteine virali denominate E1 ed E2; la terza proteina strutturale è la proteina C del capside. 

### Genoma
Il genoma è costituito da un singolo filamento positivo di RNA di 11703 nucleotidi. L'RNA è stato completamente sequenziato. L'estremità 5' porta un cappuccio di 7-metil-7-metil-guanosina metilata e l'estremità 3' una coda poliadenilata. Viene sintetizzato nel citoplasma della cellula ospite un singolo lungo polipeptide che viene poi tagliato in frammenti per formare le singole proteine. Si ha dapprima la traduzione dell'estremità 5', che codifica per le proteine funzionali; dopo la replicazione del genoma vengono prodotti mRNA subgenomici che produrranno le proteine strutturali corrispondenti all'estremità 3'.

## Patogenesi

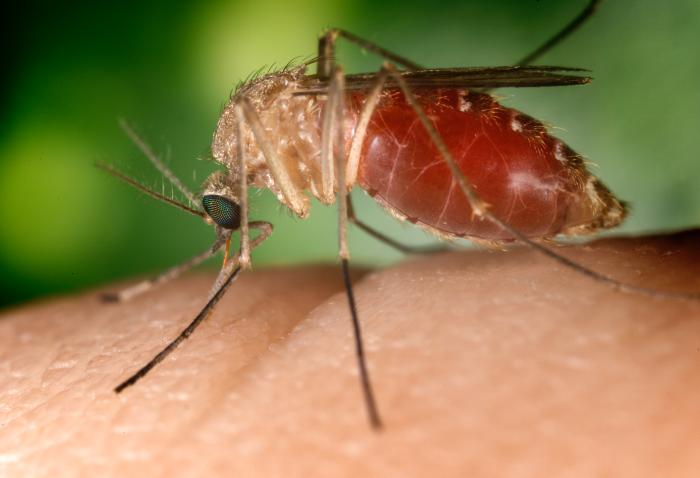
Zanzara del genere Culex

Il virus Sindbis fu isolato nel 1952 in occasione di una epidemia febbrile simil-influenzale scoppiata a Sindbis, un villaggio egiziano situato circa 30 km a nord del Cairo. Si ipotizzò la trasmissione attraverso diverse specie di zanzare del genere Culex infestanti uno stagno vicino. La distribuzione geografica del vettore condiziona l'epidemiologia della patologia (Febbre di Sindbis). Le zanzare Culex sono molto frequenti nel Mediterraneo orientale. Nel resto d'Europa, a parte casi in soggetti provenienti da soggiorni nelle zone dove la patologia è endemica, si hanno infezioni di varianti poco patogeni (per esempio, Ockelbo virus in Svezia, Karelian fever virus in Europa orientale, ecc.) che infettano gli uccelli. Anche nelle zone in cui sono presenti le zanzare Culex, tuttavia, i segni di una malattia febbrile con eruzioni cutanee e poliatriti si manifesta solo in una piccola minoranza di casi, che guariscono spontaneamente senza reliquati.